# Machairoceratops
Machairoceratops (que significa "rosto com chifres de espada dobrada") é um gênero extinto de dinossauro ceratopsídeo centrossauríneo conhecido da Formação Wahweap do Cretáceo Superior (estágio Campaniano tardio) do Monumento Nacional Grand Staircase-Escalante, sul de Utah, Estados Unidos.

## Descoberta

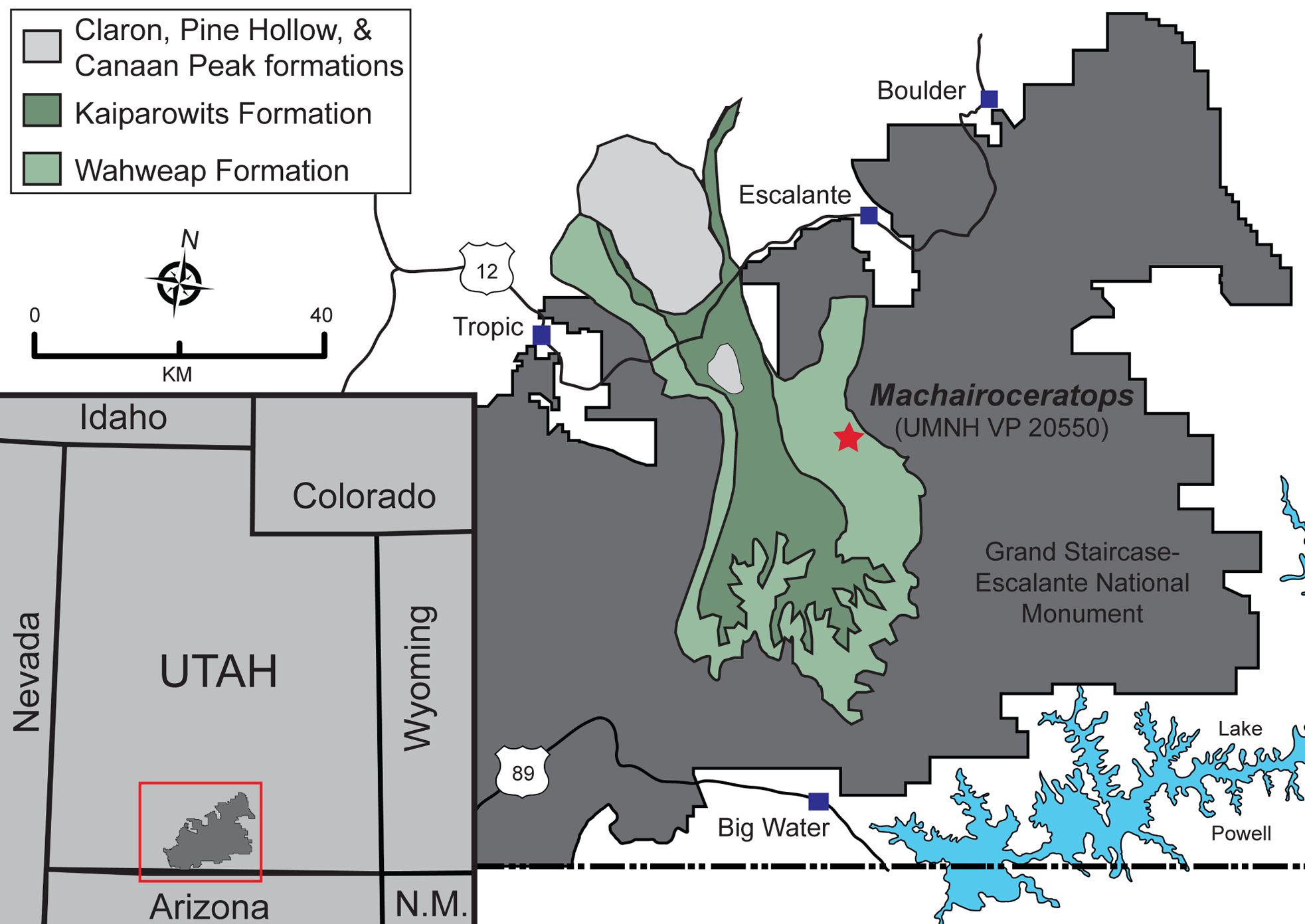
Mapa mostrando onde o holótipo foi encontrado

Contém uma única espécie, M. cronusi, descrita e nomeada pela primeira vez em 2016 por Eric K. Lund, Patrick M. O'Connor, Mark A. Loewen e Zubair A. Jinnah. O nome genérico é derivado do grego machairis, que significa "espada dobrada", em referência à sua ornamentação única de babados mostrando dois chifres curvados para a frente na parte superior do babado, e ceratops grego latinizado, que significa "cara com chifres", que é um sufixo comum para nomes de gêneros ceratopsianos. O nome específico cronusi refere-se a Cronus, um deus grego que depôs seu pai Urano castrando-o com uma foice baseado na mitologia e, como tal, é mostrado carregando uma arma de lâmina curva. Machairoceratops é conhecido apenas pelo holótipo UMNH VP 20550, encontrado em 2006, que está alojado no Museu de História Natural de Utah. É representado por um crânio parcial, incluindo dois núcelos de chifre curvados e alongados, o osso jugal esquerdo, uma caixa craniana quase completa, mas levemente deformada, o osso esquamosal esquerdo e um complexo ósseo parietal e sua ornamentação de chifre única, todos coletados em associação.

## Descrição

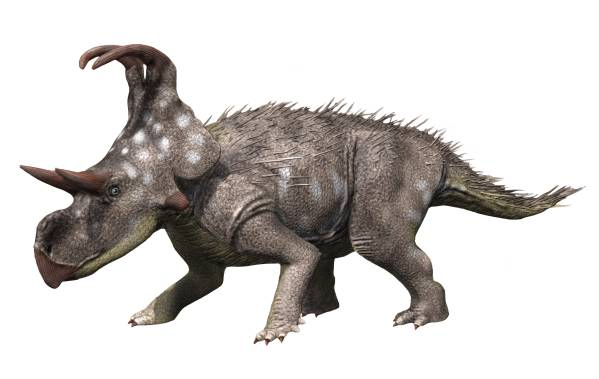
Restauração do animal em vida

Machairoceratops era um herbívoro quadrúpede com um folho protegendo seu pescoço. A parte superior do osso parietal apresenta apenas um par de espinhos longos, curvos e orientados ante e oposteriormente, medindo 44 cm de comprimento. As laterais do folho não possuem os epiparietais menores presentes em outros centrossauríneos. Essa característica pode ser devido à tafonomia, ontogenia ou ser exclusiva de Machairoceratops. O esquamosal tem um formato em leque, característico de centrossaurinéos, mas também não possui epiossificações. Os chifres pós-orbitais, medindo 27 cm de comprimento, são destacados do crânio e sua orientação exata é desconhecida. O holótipo de Machairoceratops é muito próximo em tamanho ou do mesmo que o Diabloceratops.

## Classificação

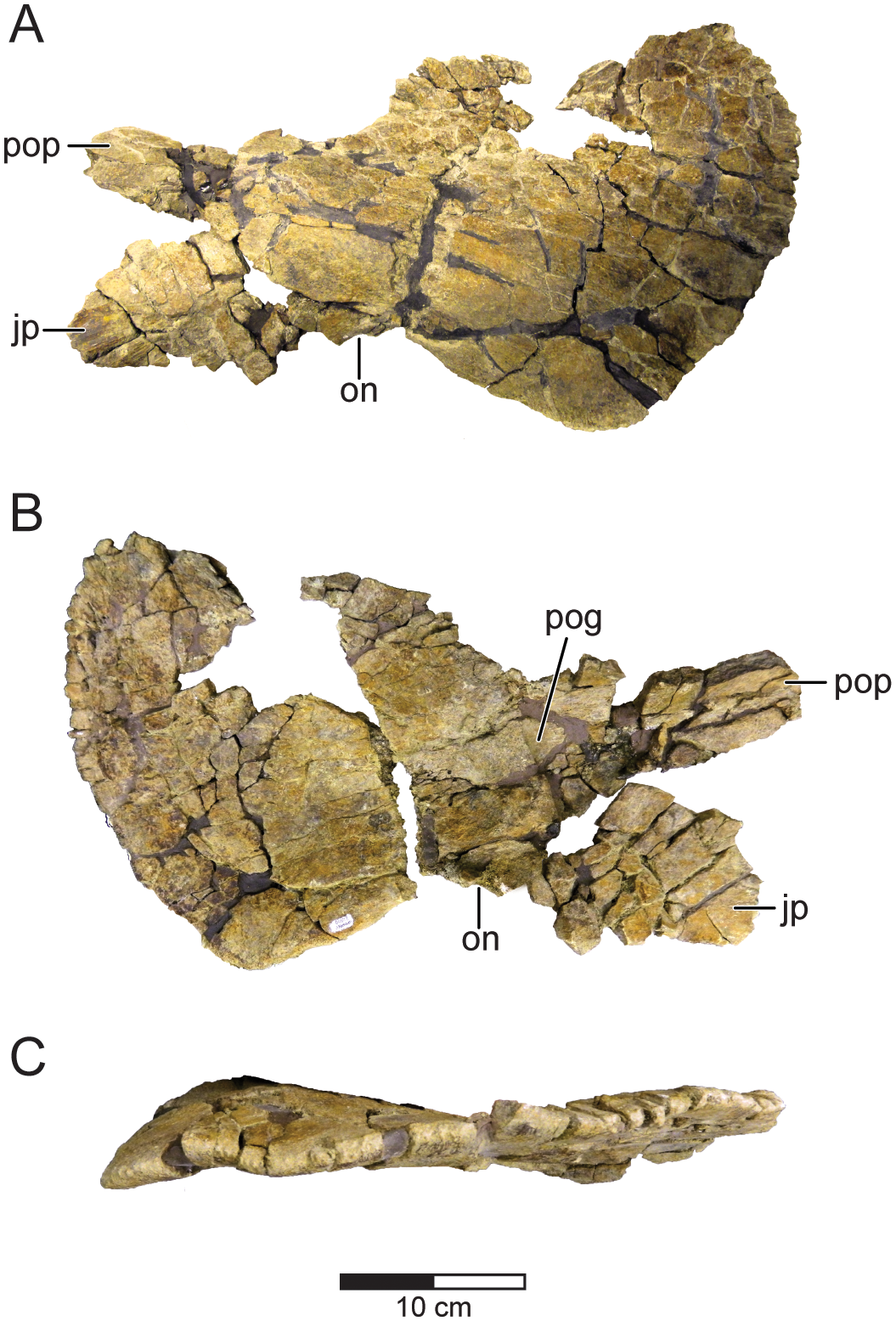
Osso esquamosal esquerdo

Lund et ai. (2016) testaram a posição de Machairoceratops dentro de Centrosaurinae realizando análises de nível de espécies filogenéticas de máxima parcimônia e Bayesiana. A análise de máxima parcimônia resultou em uma grande politomia na base de Centrosaurinae, com apenas Centrosaurini, a maioria de Pachyrhinosaurini (Einiosaurus, Wendiceratops e Pachyrostra) e um clado formado por Avaceratops e Nasutoceratops sendo resolvidos. A análise Bayesiana rendeu uma topologia totalmente resolvida que é mostrada abaixo.
|  | Albertaceratops nesmoi |
|  |                        |
|  | Diabloceratops eatoni  |
|  |                        |

|  | Avaceratops lammersi  |
|  |                       |
|  | Nasutoceratops titusi |
|  |                       |

|  | Albertaceratops nesmoi |
|  |                        |
|  | Diabloceratops eatoni  |
|  |                        |

|  | Avaceratops lammersi  |
|  |                       |
|  | Nasutoceratops titusi |
|  |                       |

|  | Albertaceratops nesmoi |
|  |                        |
|  | Diabloceratops eatoni  |
|  |                        |

|  | Avaceratops lammersi  |
|  |                       |
|  | Nasutoceratops titusi |
|  |                       |

|  | Albertaceratops nesmoi |
|  |                        |
|  | Diabloceratops eatoni  |
|  |                        |

|  | Avaceratops lammersi  |
|  |                       |
|  | Nasutoceratops titusi |
|  |                       |

|  | Centrosaurini     |
|  |                   |
|  | Pachyrhinosaurini |
|  |                   |

|  | Albertaceratops nesmoi |
|  |                        |
|  | Diabloceratops eatoni  |
|  |                        |

|  | Avaceratops lammersi  |
|  |                       |
|  | Nasutoceratops titusi |
|  |                       |

|  | Albertaceratops nesmoi |
|  |                        |
|  | Diabloceratops eatoni  |
|  |                        |

|  | Avaceratops lammersi  |
|  |                       |
|  | Nasutoceratops titusi |
|  |                       |

|  | Albertaceratops nesmoi |
|  |                        |
|  | Diabloceratops eatoni  |
|  |                        |

|  | Avaceratops lammersi  |
|  |                       |
|  | Nasutoceratops titusi |
|  |                       |

|  | Albertaceratops nesmoi |
|  |                        |
|  | Diabloceratops eatoni  |
|  |                        |

|  | Avaceratops lammersi  |
|  |                       |
|  | Nasutoceratops titusi |
|  |                       |

|  | Centrosaurini     |
|  |                   |
|  | Pachyrhinosaurini |
|  |                   |

|  | Albertaceratops nesmoi |
|  |                        |
|  | Diabloceratops eatoni  |
|  |                        |

|  | Avaceratops lammersi  |
|  |                       |
|  | Nasutoceratops titusi |
|  |                       |

|  | Albertaceratops nesmoi |
|  |                        |
|  | Diabloceratops eatoni  |
|  |                        |

|  | Avaceratops lammersi  |
|  |                       |
|  | Nasutoceratops titusi |
|  |                       |

|  | Albertaceratops nesmoi |
|  |                        |
|  | Diabloceratops eatoni  |
|  |                        |

|  | Avaceratops lammersi  |
|  |                       |
|  | Nasutoceratops titusi |
|  |                       |

|  | Albertaceratops nesmoi |
|  |                        |
|  | Diabloceratops eatoni  |
|  |                        |

|  | Avaceratops lammersi  |
|  |                       |
|  | Nasutoceratops titusi |
|  |                       |

|  | Centrosaurini     |
|  |                   |
|  | Pachyrhinosaurini |
|  |                   |

|  | Albertaceratops nesmoi |
|  |                        |
|  | Diabloceratops eatoni  |
|  |                        |

|  | Avaceratops lammersi  |
|  |                       |
|  | Nasutoceratops titusi |
|  |                       |

|  | Albertaceratops nesmoi |
|  |                        |
|  | Diabloceratops eatoni  |
|  |                        |

|  | Avaceratops lammersi  |
|  |                       |
|  | Nasutoceratops titusi |
|  |                       |

|  | Albertaceratops nesmoi |
|  |                        |
|  | Diabloceratops eatoni  |
|  |                        |

|  | Avaceratops lammersi  |
|  |                       |
|  | Nasutoceratops titusi |
|  |                       |

|  | Albertaceratops nesmoi |
|  |                        |
|  | Diabloceratops eatoni  |
|  |                        |

|  | Avaceratops lammersi  |
|  |                       |
|  | Nasutoceratops titusi |
|  |                       |

|  | Centrosaurini     |
|  |                   |
|  | Pachyrhinosaurini |
|  |                   |

O cladograma apresentado abaixo segue uma análise filogenética mais recente por Kentaro Chiba e sua equipe em 2017:
|  | Diabloceratops eatoni    |
|  |                          |
|  | Machairoceratops cronusi |
|  |                          |

|  | Avaceratops lammersi (ANSP 15800) |
|  |                                   |
|  | MOR 692                           |
|  |                                   |
|  | CMN 8804                          |
|  |                                   |
|  | Nasutoceratops titusi             |
|  |                                   |
|  | Malta new taxon                   |
|  |                                   |

|  | \| \| Sinoceratops zhuchengensis \| \| \| \| \| \| Wendiceratops pinhornensis \| \| \| \| |
|  |                                                                                           |
|  | Albertaceratops nesmoi                                                                    |
|  |                                                                                           |
|  | Medusaceratops lokii                                                                      |
|  |                                                                                           |
|  | Eucentrosaura                                                                             |
|  |                                                                                           |
|  | Sinoceratops zhuchengensis                                                                |
|  |                                                                                           |
|  | Wendiceratops pinhornensis                                                                |
|  |                                                                                           |

|  | Sinoceratops zhuchengensis |
|  |                            |
|  | Wendiceratops pinhornensis |
|  |                            |

|  | \| \| Sinoceratops zhuchengensis \| \| \| \| \| \| Wendiceratops pinhornensis \| \| \| \| |
|  |                                                                                           |
|  | Albertaceratops nesmoi                                                                    |
|  |                                                                                           |
|  | Medusaceratops lokii                                                                      |
|  |                                                                                           |
|  | Eucentrosaura                                                                             |
|  |                                                                                           |
|  | Sinoceratops zhuchengensis                                                                |
|  |                                                                                           |
|  | Wendiceratops pinhornensis                                                                |
|  |                                                                                           |

|  | Sinoceratops zhuchengensis |
|  |                            |
|  | Wendiceratops pinhornensis |
|  |                            |

|  | Avaceratops lammersi (ANSP 15800) |
|  |                                   |
|  | MOR 692                           |
|  |                                   |
|  | CMN 8804                          |
|  |                                   |
|  | Nasutoceratops titusi             |
|  |                                   |
|  | Malta new taxon                   |
|  |                                   |

|  | \| \| Sinoceratops zhuchengensis \| \| \| \| \| \| Wendiceratops pinhornensis \| \| \| \| |
|  |                                                                                           |
|  | Albertaceratops nesmoi                                                                    |
|  |                                                                                           |
|  | Medusaceratops lokii                                                                      |
|  |                                                                                           |
|  | Eucentrosaura                                                                             |
|  |                                                                                           |
|  | Sinoceratops zhuchengensis                                                                |
|  |                                                                                           |
|  | Wendiceratops pinhornensis                                                                |
|  |                                                                                           |

|  | Sinoceratops zhuchengensis |
|  |                            |
|  | Wendiceratops pinhornensis |
|  |                            |

|  | \| \| Sinoceratops zhuchengensis \| \| \| \| \| \| Wendiceratops pinhornensis \| \| \| \| |
|  |                                                                                           |
|  | Albertaceratops nesmoi                                                                    |
|  |                                                                                           |
|  | Medusaceratops lokii                                                                      |
|  |                                                                                           |
|  | Eucentrosaura                                                                             |
|  |                                                                                           |
|  | Sinoceratops zhuchengensis                                                                |
|  |                                                                                           |
|  | Wendiceratops pinhornensis                                                                |
|  |                                                                                           |

|  | Sinoceratops zhuchengensis |
|  |                            |
|  | Wendiceratops pinhornensis |
|  |                            |

|  | Diabloceratops eatoni    |
|  |                          |
|  | Machairoceratops cronusi |
|  |                          |

|  | Avaceratops lammersi (ANSP 15800) |
|  |                                   |
|  | MOR 692                           |
|  |                                   |
|  | CMN 8804                          |
|  |                                   |
|  | Nasutoceratops titusi             |
|  |                                   |
|  | Malta new taxon                   |
|  |                                   |

|  | \| \| Sinoceratops zhuchengensis \| \| \| \| \| \| Wendiceratops pinhornensis \| \| \| \| |
|  |                                                                                           |
|  | Albertaceratops nesmoi                                                                    |
|  |                                                                                           |
|  | Medusaceratops lokii                                                                      |
|  |                                                                                           |
|  | Eucentrosaura                                                                             |
|  |                                                                                           |
|  | Sinoceratops zhuchengensis                                                                |
|  |                                                                                           |
|  | Wendiceratops pinhornensis                                                                |
|  |                                                                                           |

|  | Sinoceratops zhuchengensis |
|  |                            |
|  | Wendiceratops pinhornensis |
|  |                            |

|  | \| \| Sinoceratops zhuchengensis \| \| \| \| \| \| Wendiceratops pinhornensis \| \| \| \| |
|  |                                                                                           |
|  | Albertaceratops nesmoi                                                                    |
|  |                                                                                           |
|  | Medusaceratops lokii                                                                      |
|  |                                                                                           |
|  | Eucentrosaura                                                                             |
|  |                                                                                           |
|  | Sinoceratops zhuchengensis                                                                |
|  |                                                                                           |
|  | Wendiceratops pinhornensis                                                                |
|  |                                                                                           |

|  | Sinoceratops zhuchengensis |
|  |                            |
|  | Wendiceratops pinhornensis |
|  |                            |

|  | Avaceratops lammersi (ANSP 15800) |
|  |                                   |
|  | MOR 692                           |
|  |                                   |
|  | CMN 8804                          |
|  |                                   |
|  | Nasutoceratops titusi             |
|  |                                   |
|  | Malta new taxon                   |
|  |                                   |

|  | \| \| Sinoceratops zhuchengensis \| \| \| \| \| \| Wendiceratops pinhornensis \| \| \| \| |
|  |                                                                                           |
|  | Albertaceratops nesmoi                                                                    |
|  |                                                                                           |
|  | Medusaceratops lokii                                                                      |
|  |                                                                                           |
|  | Eucentrosaura                                                                             |
|  |                                                                                           |
|  | Sinoceratops zhuchengensis                                                                |
|  |                                                                                           |
|  | Wendiceratops pinhornensis                                                                |
|  |                                                                                           |

|  | Sinoceratops zhuchengensis |
|  |                            |
|  | Wendiceratops pinhornensis |
|  |                            |

|  | \| \| Sinoceratops zhuchengensis \| \| \| \| \| \| Wendiceratops pinhornensis \| \| \| \| |
|  |                                                                                           |
|  | Albertaceratops nesmoi                                                                    |
|  |                                                                                           |
|  | Medusaceratops lokii                                                                      |
|  |                                                                                           |
|  | Eucentrosaura                                                                             |
|  |                                                                                           |
|  | Sinoceratops zhuchengensis                                                                |
|  |                                                                                           |
|  | Wendiceratops pinhornensis                                                                |
|  |                                                                                           |

|  | Sinoceratops zhuchengensis |
|  |                            |
|  | Wendiceratops pinhornensis |
|  |                            |